# Chu Chí
Chu Chí  (tiếng Trung: 周至縣, Hán Việt: Chu Chí huyện) là một huyện thuộc địa cấp thị Tây An (西安市), tỉnh Thiểm Tây, Cộng hòa Nhân dân Trung Hoa. Huyện này có diện tích 2974 km2, dân số là 630.000 người. Huyện Chu Chí được chia thành các đơn vị hành chính gồm 8 trấn, 21 hương. Huyện này có tọa độ và 107°39' đến 108°37’độ kinh đông và 33°42‘đến 34°14’độ vĩ bắc.

## Khí hậu
| Dữ liệu khí hậu của Chu Chí, elevation 436 m (1.430 ft), (1991–2020 normals) | Dữ liệu khí hậu của Chu Chí, elevation 436 m (1.430 ft), (1991–2020 normals) | Dữ liệu khí hậu của Chu Chí, elevation 436 m (1.430 ft), (1991–2020 normals) | Dữ liệu khí hậu của Chu Chí, elevation 436 m (1.430 ft), (1991–2020 normals) | Dữ liệu khí hậu của Chu Chí, elevation 436 m (1.430 ft), (1991–2020 normals) | Dữ liệu khí hậu của Chu Chí, elevation 436 m (1.430 ft), (1991–2020 normals) | Dữ liệu khí hậu của Chu Chí, elevation 436 m (1.430 ft), (1991–2020 normals) | Dữ liệu khí hậu của Chu Chí, elevation 436 m (1.430 ft), (1991–2020 normals) | Dữ liệu khí hậu của Chu Chí, elevation 436 m (1.430 ft), (1991–2020 normals) | Dữ liệu khí hậu của Chu Chí, elevation 436 m (1.430 ft), (1991–2020 normals) | Dữ liệu khí hậu của Chu Chí, elevation 436 m (1.430 ft), (1991–2020 normals) | Dữ liệu khí hậu của Chu Chí, elevation 436 m (1.430 ft), (1991–2020 normals) | Dữ liệu khí hậu của Chu Chí, elevation 436 m (1.430 ft), (1991–2020 normals) | Dữ liệu khí hậu của Chu Chí, elevation 436 m (1.430 ft), (1991–2020 normals) |
| Tháng                                                                        | 1                                                                            | 2                                                                            | 3                                                                            | 4                                                                            | 5                                                                            | 6                                                                            | 7                                                                            | 8                                                                            | 9                                                                            | 10                                                                           | 11                                                                           | 12                                                                           | Năm                                                                          |
| ---------------------------------------------------------------------------- | ---------------------------------------------------------------------------- | ---------------------------------------------------------------------------- | ---------------------------------------------------------------------------- | ---------------------------------------------------------------------------- | ---------------------------------------------------------------------------- | ---------------------------------------------------------------------------- | ---------------------------------------------------------------------------- | ---------------------------------------------------------------------------- | ---------------------------------------------------------------------------- | ---------------------------------------------------------------------------- | ---------------------------------------------------------------------------- | ---------------------------------------------------------------------------- | ---------------------------------------------------------------------------- |
| Trung bình ngày tối đa °C (°F)                                               | 5.4 (41.7)                                                                   | 9.6 (49.3)                                                                   | 15.6 (60.1)                                                                  | 22.2 (72.0)                                                                  | 26.9 (80.4)                                                                  | 31.3 (88.3)                                                                  | 32.4 (90.3)                                                                  | 30.2 (86.4)                                                                  | 25.0 (77.0)                                                                  | 19.3 (66.7)                                                                  | 12.9 (55.2)                                                                  | 6.9 (44.4)                                                                   | 19.8 (67.7)                                                                  |
| Trung bình ngày °C (°F)                                                      | 0.4 (32.7)                                                                   | 4.2 (39.6)                                                                   | 9.7 (49.5)                                                                   | 15.8 (60.4)                                                                  | 20.5 (68.9)                                                                  | 25.1 (77.2)                                                                  | 27.0 (80.6)                                                                  | 25.1 (77.2)                                                                  | 20.0 (68.0)                                                                  | 14.1 (57.4)                                                                  | 7.6 (45.7)                                                                   | 1.9 (35.4)                                                                   | 14.3 (57.7)                                                                  |
| Tối thiểu trung bình ngày °C (°F)                                            | −3.0 (26.6)                                                                  | 0.3 (32.5)                                                                   | 5.3 (41.5)                                                                   | 10.7 (51.3)                                                                  | 15.3 (59.5)                                                                  | 19.9 (67.8)                                                                  | 22.5 (72.5)                                                                  | 21.2 (70.2)                                                                  | 16.6 (61.9)                                                                  | 10.7 (51.3)                                                                  | 3.9 (39.0)                                                                   | −1.6 (29.1)                                                                  | 10.2 (50.3)                                                                  |
| Lượng Giáng thủy trung bình mm (inches)                                      | 6.7 (0.26)                                                                   | 11.2 (0.44)                                                                  | 27.9 (1.10)                                                                  | 41.4 (1.63)                                                                  | 63.7 (2.51)                                                                  | 81.1 (3.19)                                                                  | 87.9 (3.46)                                                                  | 106.5 (4.19)                                                                 | 117.8 (4.64)                                                                 | 60.5 (2.38)                                                                  | 20.6 (0.81)                                                                  | 5.2 (0.20)                                                                   | 630.5 (24.81)                                                                |
| Số ngày giáng thủy trung bình (≥ 0.1 mm)                                     | 3.7                                                                          | 4.3                                                                          | 7.0                                                                          | 7.2                                                                          | 9.9                                                                          | 8.6                                                                          | 9.5                                                                          | 10.4                                                                         | 12.0                                                                         | 10.7                                                                         | 6.0                                                                          | 3.4                                                                          | 92.7                                                                         |
| Số ngày tuyết rơi trung bình                                                 | 4.4                                                                          | 3.1                                                                          | 1.3                                                                          | 0.1                                                                          | 0                                                                            | 0                                                                            | 0                                                                            | 0                                                                            | 0                                                                            | 0                                                                            | 1.0                                                                          | 2.7                                                                          | 12.6                                                                         |
| Độ ẩm tương đối trung bình (%)                                               | 64                                                                           | 63                                                                           | 62                                                                           | 64                                                                           | 64                                                                           | 63                                                                           | 70                                                                           | 77                                                                           | 80                                                                           | 79                                                                           | 74                                                                           | 67                                                                           | 69                                                                           |
| Số giờ nắng trung bình tháng                                                 | 118.3                                                                        | 115.7                                                                        | 149.8                                                                        | 175.9                                                                        | 195.0                                                                        | 191.2                                                                        | 194.2                                                                        | 159.9                                                                        | 118.6                                                                        | 117.8                                                                        | 124.3                                                                        | 120.3                                                                        | 1.781                                                                        |
| Phần trăm nắng có thể                                                        | 37                                                                           | 37                                                                           | 40                                                                           | 45                                                                           | 45                                                                           | 44                                                                           | 45                                                                           | 39                                                                           | 32                                                                           | 34                                                                           | 40                                                                           | 39                                                                           | 40                                                                           |
| Nguồn: China Meteorological Administration                                   |                                                                              |                                                                              |                                                                              |                                                                              |                                                                              |                                                                              |                                                                              |                                                                              |                                                                              |                                                                              |                                                                              |                                                                              |                                                                              |